# Shahrul Saad
Shahrul bin Mohd Saad (Perak, 8 luglio 1993) è un calciatore malaysiano, difensore del Johor Darul Ta'zim e della Nazionale malaysiana.

## Caratteristiche tecniche
È un difensore centrale.

## Carriera

### Club
Ha iniziato la propria carriera nelle file della seconda squadra dell'Harimau Muda, per poi militare nella prima squadra dal 2012 al 2014. Nel 2015 ha militato nelle file del Template:Calcio Felda United. Il 21 dicembre 2015 è stato annunciato il suo trasferimento al Perak. L'8 maggio 2021 si è trasferito al Johor Darul Ta'zim.

### Nazionale
Ha debuttato in Nazionale l'8 ottobre 2015, nell'amichevole Malaysia-Laos (3-1), subentrando al minuto 10 del primo tempo a Mohd Fadhli Shas. Ha messo a segno la sua prima rete con la selezione malaysiana il 10 settembre 2018, nell'amichevole Cambogia-Malaysia (1-3), siglando il gol del momentaneo 1-1 al minuto 62. Ha partecipato, con la selezione malaysiana, alla edizioni 2016, 2018 e 2020 della AFF Cup e alla Coppa d'Asia 2023. È sceso in campo, inoltre, nelle qualificazioni ai Mondiali 2018, 2022 e 2026, oltre che nelle Qualificazioni alla Coppa d'Asia 2019 e 2023.

## Statistiche

### Cronologia presenze e reti in nazionale
Statistiche aggiornate al 7 dicembre 2024.

| Cronologia completa delle presenze e delle reti in nazionale ― Malaysia | Cronologia completa delle presenze e delle reti in nazionale ― Malaysia | Cronologia completa delle presenze e delle reti in nazionale ― Malaysia | Cronologia completa delle presenze e delle reti in nazionale ― Malaysia | Cronologia completa delle presenze e delle reti in nazionale ― Malaysia | Cronologia completa delle presenze e delle reti in nazionale ― Malaysia | Cronologia completa delle presenze e delle reti in nazionale ― Malaysia | Cronologia completa delle presenze e delle reti in nazionale ― Malaysia |
| Data                                                                    | Città                                                                   | In casa                                                                 | Risultato                                                               | Ospiti                                                                  | Competizione                                                            | Reti                                                                    | Note                                                                    |
| ----------------------------------------------------------------------- | ----------------------------------------------------------------------- | ----------------------------------------------------------------------- | ----------------------------------------------------------------------- | ----------------------------------------------------------------------- | ----------------------------------------------------------------------- | ----------------------------------------------------------------------- | ----------------------------------------------------------------------- |
| 8-10-2015                                                               | Pathum Thani                                                            | Malaysia                                                                | 3 – 1                                                                   | Laos                                                                    | Amichevole                                                              | -                                                                       | 10’                                                                     |
| 13-10-2015                                                              | Dili                                                                    | Timor Est                                                               | 0 – 1                                                                   | Malaysia                                                                | Qual. Mondiali 2018                                                     | -                                                                       | 87’                                                                     |
| 12-11-2015                                                              | Amman                                                                   | Palestina                                                               | 6 – 0                                                                   | Malaysia                                                                | Qual. Mondiali 2018                                                     | -                                                                       |                                                                         |
| 24-3-2016                                                               | Gedda                                                                   | Arabia Saudita                                                          | 2 – 0                                                                   | Malaysia                                                                | Qual. Mondiali 2018                                                     | -                                                                       | 79’                                                                     |
| 6-9-2016                                                                | Surakarta                                                               | Indonesia                                                               | 3 – 0                                                                   | Malaysia                                                                | Amichevole                                                              | -                                                                       | 60’                                                                     |
| 7-10-2016                                                               | Kallang                                                                 | Singapore                                                               | 0 – 0                                                                   | Malaysia                                                                | Amichevole                                                              | -                                                                       |                                                                         |
| 11-10-2016                                                              | Shah Alam                                                               | Malaysia                                                                | 1 – 1                                                                   | Afghanistan                                                             | Amichevole                                                              | -                                                                       |                                                                         |
| 14-11-2016                                                              | Shah Alam                                                               | Malaysia                                                                | 2 – 1                                                                   | Papua Nuova Guinea                                                      | Amichevole                                                              | -                                                                       |                                                                         |
| 20-11-2016                                                              | Yangon                                                                  | Malaysia                                                                | 3 – 2                                                                   | Cambogia                                                                | AFF Cup 2016 - Gironi                                                   | -                                                                       |                                                                         |
| 23-11-2016                                                              | Yangon                                                                  | Malaysia                                                                | 0 – 1                                                                   | Vietnam                                                                 | AFF Cup 2016 - Gironi                                                   | -                                                                       | 37’                                                                     |
| 26-11-2016                                                              | Yangon                                                                  | Birmania                                                                | 1 – 0                                                                   | Malaysia                                                                | AFF Cup 2016 - Gironi                                                   | -                                                                       | 67’                                                                     |
| 22-3-2017                                                               | Manila                                                                  | Filippine                                                               | 0 – 0                                                                   | Malaysia                                                                | Amichevole                                                              | -                                                                       |                                                                         |
| 27-3-2018                                                               | Beirut                                                                  | Libano                                                                  | 2 – 1                                                                   | Malaysia                                                                | Qual. Coppa d'Asia 2019                                                 | -                                                                       |                                                                         |
| 1-4-2018                                                                | Kuala Lumpur                                                            | Malaysia                                                                | 7 – 0                                                                   | Bhutan                                                                  | Amichevole                                                              | -                                                                       |                                                                         |
| 5-7-2018                                                                | Kuala Lumpur                                                            | Malaysia                                                                | 1 – 0                                                                   | Figi                                                                    | Amichevole                                                              | -                                                                       |                                                                         |
| 7-9-2018                                                                | Taipei                                                                  | Taiwan                                                                  | 2 – 0                                                                   | Malaysia                                                                | Amichevole                                                              | -                                                                       | 81’                                                                     |
| 10-9-2018                                                               | Phnom Penh                                                              | Cambogia                                                                | 1 – 3                                                                   | Malaysia                                                                | Amichevole                                                              | 1                                                                       |                                                                         |
| 16-10-2018                                                              | Malacca                                                                 | Malaysia                                                                | 0 – 1                                                                   | Kirghizistan                                                            | Amichevole                                                              | -                                                                       |                                                                         |
| 3-11-2018                                                               | Kuala Lumpur                                                            | Malaysia                                                                | 3 – 0                                                                   | Maldive                                                                 | Amichevole                                                              | -                                                                       | 46’                                                                     |
| 8-11-2018                                                               | Phnom Penh                                                              | Cambogia                                                                | 0 – 1                                                                   | Malaysia                                                                | AFF Cup 2018 - Gironi                                                   | -                                                                       |                                                                         |
| 12-11-2018                                                              | Kuala Lumpur                                                            | Malaysia                                                                | 3 – 1                                                                   | Laos                                                                    | AFF Cup 2018 - Gironi                                                   | -                                                                       |                                                                         |
| 16-11-2018                                                              | Hanoi                                                                   | Vietnam                                                                 | 2 – 0                                                                   | Malaysia                                                                | AFF Cup 2018 - Gironi                                                   | -                                                                       | 72’                                                                     |
| 24-11-2018                                                              | Kuala Lumpur                                                            | Malaysia                                                                | 3 – 0                                                                   | Birmania                                                                | AFF Cup 2018 - Gironi                                                   | -                                                                       |                                                                         |
| 1-12-2018                                                               | Kuala Lumpur                                                            | Malaysia                                                                | 0 – 0                                                                   | Thailandia                                                              | AFF Cup 2018 - Semifinali                                               | -                                                                       |                                                                         |
| 5-12-2018                                                               | Bangkok                                                                 | Thailandia                                                              | 2 – 2                                                                   | Malaysia                                                                | AFF Cup 2018 - Semifinali                                               | -                                                                       |                                                                         |
| 11-12-2018                                                              | Kuala Lumpur                                                            | Malaysia                                                                | 2 – 2                                                                   | Vietnam                                                                 | AFF Cup 2018 - Finale                                                   | 1                                                                       |                                                                         |
| 15-12-2018                                                              | Hanoi                                                                   | Vietnam                                                                 | 1 – 0                                                                   | Malaysia                                                                | AFF Cup 2018 - Finale                                                   | -                                                                       | 36’, 90+5’                                                              |
| 20-3-2019                                                               | Kuala Lumpur                                                            | Malaysia                                                                | 0 – 1                                                                   | Singapore                                                               | Amichevole                                                              | -                                                                       |                                                                         |
| 23-3-2019                                                               | Kuala Lumpur                                                            | Malaysia                                                                | 2 – 1                                                                   | Afghanistan                                                             | Amichevole                                                              | -                                                                       |                                                                         |
| 2-6-2019                                                                | Kuala Lumpur                                                            | Malaysia                                                                | 2 – 0                                                                   | Nepal                                                                   | Amichevole                                                              | 1                                                                       |                                                                         |
| 7-6-2019                                                                | Kuala Lumpur                                                            | Malaysia                                                                | 7 – 1                                                                   | Timor Est                                                               | Qual. Mondiali 2022                                                     | -                                                                       |                                                                         |
| 11-6-2019                                                               | Kuala Lumpur                                                            | Timor Est                                                               | 1 – 5                                                                   | Malaysia                                                                | Qual. Mondiali 2022                                                     | -                                                                       |                                                                         |
| 30-8-2019                                                               | Kuala Lumpur                                                            | Malaysia                                                                | 0 – 1                                                                   | Giordania                                                               | Amichevole                                                              | -                                                                       |                                                                         |
| 5-9-2019                                                                | Giacarta                                                                | Indonesia                                                               | 2 – 3                                                                   | Malaysia                                                                | Qual. Mondiali 2022                                                     | -                                                                       |                                                                         |
| 10-9-2019                                                               | Kuala Lumpur                                                            | Malaysia                                                                | 1 – 2                                                                   | Emirati Arabi Uniti                                                     | Qual. Mondiali 2022                                                     | -                                                                       |                                                                         |
| 5-10-2019                                                               | Kuala Lumpur                                                            | Malaysia                                                                | 6 – 0                                                                   | Sri Lanka                                                               | Amichevole                                                              | 1                                                                       | 60’                                                                     |
| 10-10-2019                                                              | Hanoi                                                                   | Vietnam                                                                 | 1 – 0                                                                   | Malaysia                                                                | Qual. Mondiali 2022                                                     | -                                                                       | 11’                                                                     |
| 9-11-2019                                                               | Kuala Lumpur                                                            | Malaysia                                                                | 1 – 0                                                                   | Tagikistan                                                              | Amichevole                                                              | -                                                                       |                                                                         |
| 14-11-2019                                                              | Kuala Lumpur                                                            | Malaysia                                                                | 2 – 1                                                                   | Thailandia                                                              | Qual. Mondiali 2022                                                     | -                                                                       |                                                                         |
| 19-11-2019                                                              | Kuala Lumpur                                                            | Malaysia                                                                | 2 – 0                                                                   | Indonesia                                                               | Qual. Mondiali 2022                                                     | -                                                                       |                                                                         |
| 6-12-2021                                                               | Singapore                                                               | Cambogia                                                                | 1 – 3                                                                   | Malaysia                                                                | AFF Cup 2020 - Gironi                                                   | -                                                                       |                                                                         |
| 9-12-2021                                                               | Singapore                                                               | Malaysia                                                                | 4 – 0                                                                   | Laos                                                                    | AFF Cup 2020 - Gironi                                                   | 1                                                                       |                                                                         |
| 12-12-2021                                                              | Singapore                                                               | Vietnam                                                                 | 3 – 0                                                                   | Malaysia                                                                | AFF Cup 2020 - Gironi                                                   | -                                                                       | 71’                                                                     |
| 23-3-2022                                                               | Singapore                                                               | Malaysia                                                                | 2 – 0                                                                   | Filippine                                                               | Amichevole                                                              | -                                                                       |                                                                         |
| 26-3-2022                                                               | Singapore                                                               | Singapore                                                               | 2 – 1                                                                   | Malaysia                                                                | Amichevole                                                              | -                                                                       |                                                                         |
| 1-6-2022                                                                | Kuala Lumpur                                                            | Malaysia                                                                | 2 – 0                                                                   | Hong Kong                                                               | Amichevole                                                              | -                                                                       |                                                                         |
| 8-6-2022                                                                | Kuala Lumpur                                                            | Malaysia                                                                | 3 – 1                                                                   | Turkmenistan                                                            | Qual. Coppa d'Asia 2023                                                 | -                                                                       |                                                                         |
| 14-6-2022                                                               | Kuala Lumpur                                                            | Malaysia                                                                | 4 – 1                                                                   | Bangladesh                                                              | Qual. Coppa d'Asia 2023                                                 | -                                                                       | 83’ 86’                                                                 |
| 28-3-2023                                                               | Iskandar Puteri                                                         | Malaysia                                                                | 2 – 0                                                                   | Hong Kong                                                               | Amichevole                                                              | -                                                                       |                                                                         |
| 14-6-2023                                                               | Gong Badak                                                              | Malaysia                                                                | 4 – 1                                                                   | Isole Salomone                                                          | Amichevole                                                              | -                                                                       |                                                                         |
| 20-6-2023                                                               | Gong Badak                                                              | Malaysia                                                                | 10 – 0                                                                  | Papua Nuova Guinea                                                      | Amichevole                                                              | -                                                                       |                                                                         |
| 6-9-2023                                                                | Chengdu                                                                 | Siria                                                                   | 2 – 2                                                                   | Malaysia                                                                | Amichevole                                                              | -                                                                       | 46’                                                                     |
| 16-11-2023                                                              | Kuala Lumpur                                                            | Malaysia                                                                | 4 – 3                                                                   | Kirghizistan                                                            | Qual. Mondiali 2026                                                     | -                                                                       | 60’                                                                     |
| 21-11-2023                                                              | Taipei                                                                  | Taiwan                                                                  | 0 – 1                                                                   | Malaysia                                                                | Qual. Mondiali 2026                                                     | -                                                                       | 90’                                                                     |
| 8-1-2024                                                                | Doha                                                                    | Siria                                                                   | 2 – 2                                                                   | Malaysia                                                                | Amichevole                                                              | -                                                                       | 65’                                                                     |
| 15-1-2024                                                               | Al Wakrah                                                               | Malaysia                                                                | 0 – 4                                                                   | Giordania                                                               | Coppa d'Asia 2023 - Gironi                                              | -                                                                       | 46’                                                                     |
| 20-1-2024                                                               | Doha                                                                    | Bahrein                                                                 | 1 – 0                                                                   | Malaysia                                                                | Coppa d'Asia 2023 - Gironi                                              | -                                                                       | 52’                                                                     |
| 25-1-2024                                                               | Al Wakrah                                                               | Corea del Sud                                                           | 3 – 3                                                                   | Malaysia                                                                | Coppa d'Asia 2023 - Gironi                                              | -                                                                       |                                                                         |
| 21-3-2024                                                               | Mascate                                                                 | Oman                                                                    | 2 – 0                                                                   | Malaysia                                                                | Qual. Mondiali 2026                                                     | -                                                                       | 84’                                                                     |
| Totale                                                                  |                                                                         | Presenze                                                                | 59                                                                      |                                                                         | Reti                                                                    | 5                                                                       |                                                                         |

## Palmarès

### Club

#### Competizioni nazionali
- Liga Super: 4

Johor Darul Ta'zim: 2021, 2022, 2023, 2024-2025
- Coppa della Malaysia: 4

Perak: 2018
Johor Darul Ta'zim: 2022, 2023, 2024-2025
- Malaysia FA Cup: 3

Johor Darul Ta'zim: 2022, 2023, 2024
- Piala Sumbangsih: 4

Johor Darul Ta'zim: 2021, 2022, 2023, 2024